# Antonio Lobato

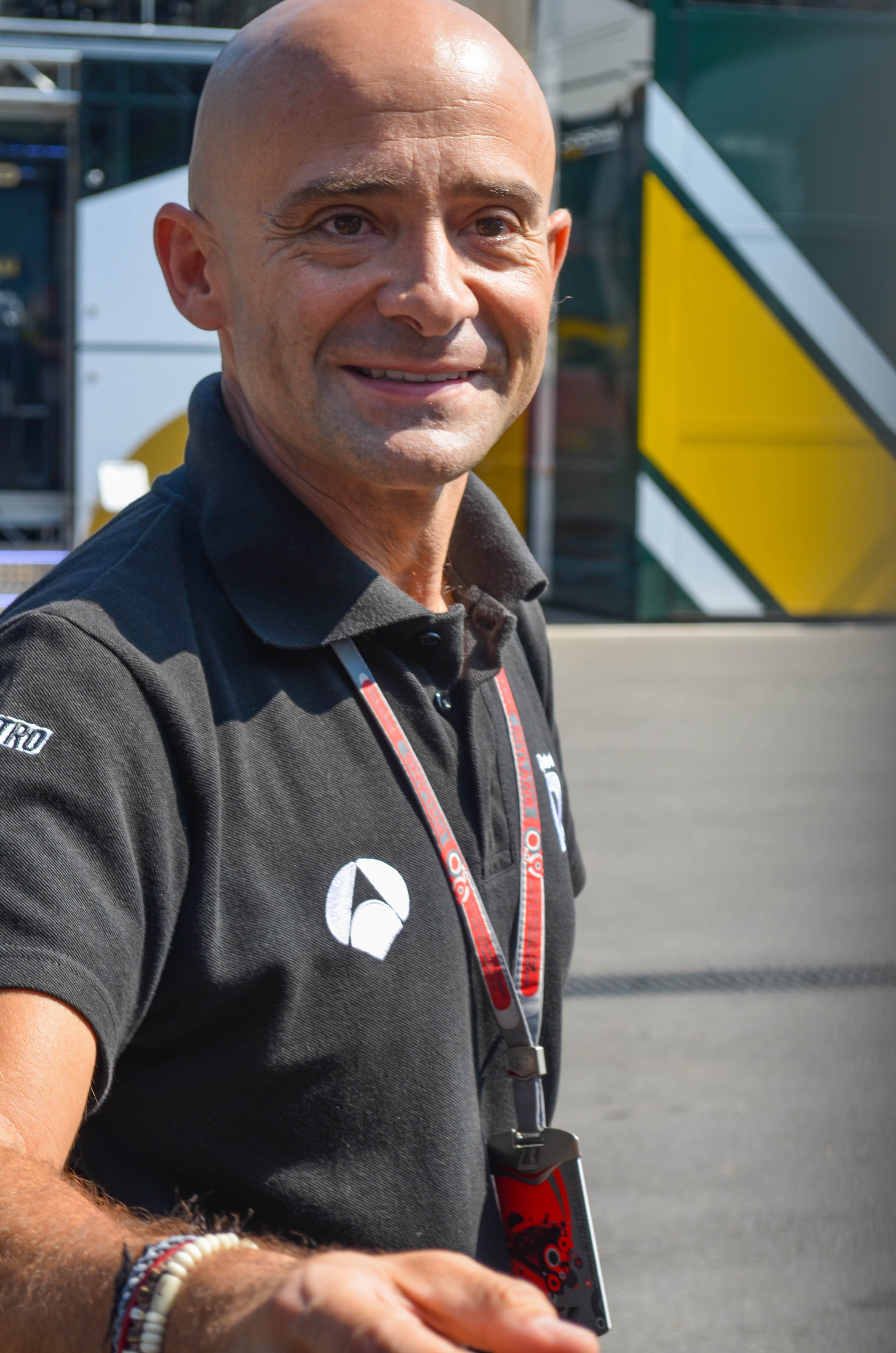
Antonio Lobato (2012)

Antonio Lobato Porras (* 7. September 1965 in Oviedo, Asturien) ist ein spanischer Sportjournalist, Sportkommentator und Fernsehmoderator. Einem breiten nationalen Publikum wurde er durch die Moderation der Formel 1 auf verschiedenen Sendern bekannt.

## Leben
Lobato wurde am 7. September 1965 in Oviedo geboren. Er schloss ein Informatikstudium in Madrid ab. Ab 1987 arbeitete er als Journalist für die spanische Tageszeitung ABC. Anschließend arbeitete er als Sportreporter beim Radio und berichtete über Sportereignisse wie die Olympischen Spiele 1992 in Barcelona oder mehrere Ausgaben der Vuelta a España. Er arbeitete zunächst für Radio España und dann für Onda Cero. Parallel zu seiner Tätigkeit bei letzterem Sender gab er 1991 sein Fernsehdebüt als Mitarbeiter der Sportsendung Campeones auf Telecinco. Nach drei Jahren bei Onda Cero verließ er im Oktober 1994 das Radio, um in die Sportredaktion von Informativos Telecinco zu wechseln. Im Januar 1997 moderierte er Sportnachrichten in der Mittagsausgabe von Informativos Telecinco und wurde 1999 zum stellvertretenden Sportdirektor des Senders ernannt. Im Jahr 2001 wurde er Moderator von La Tertulia Deportiva, einer Sportdebattensendung, die täglich nach den Abendnachrichten ausgestrahlt wurde. Seit 2002 ist er Mitglied der Jury des Prinzessin-von-Asturien-Preises.
Im Jahr 2004 erwarb Telecinco die Rechte zur Übertragung der Formel 1 in Spanien. Lobato, der bereits 1995 den Giro d’Italia für den privaten Sender übertragen hatte, wurde für die Berichterstattung ausgewählt. Dies bescherte dem Journalisten große Popularität, da er 2005 und 2006 die ersten beiden Weltmeistertitel eines spanischen Fahrers, Fernando Alonso, in der Formel 1 kommentieren durfte. Alonsos Aufstieg ließ die Einschaltquoten der Telecinco-Übertragungen sprunghaft ansteigen, und seitdem zählen sie zu den meistgesehenen Sendungen des Jahres in Spanien. In der Folge etablierten sich für Lobato die Namenstitel „El calvo de Telecinco“, „El calvo de La Sexta“, und „El calvo de la Fórmula 1“ und er wurde zu einem der charismatischsten Gesichter des privaten Senders.
Dadurch erhielt er Modertaionstätigkeiten auch außerhalb des Motorsports. Er moderierte 2006 gemeinsam mit Carmen Alcayde die Silvestersendung Campanadas. 2006 lieh er in der spanischen Synchronisation des Animationsfilms Cars der Figur Bob Cutlass seine Stimme und war in dem PlayStation-2-Videospiel Formula One 2006 als Rennkommentator zu hören. Im September 2007 strukturierte Telecinco seinen Bereich für Sportnachrichten um und er wurde zum stellvertretenden Nachrichtendirektor für Veranstaltungen und Sportübertragungen des Senders ernannt. Weitere Tätigkeiten erhielt er in der Regie und blieb als Kommentator der Formel 1 dem Sender erhalten. Von 2009 bis 2011 moderierte er die Formel 1 auf laSexta, danach bis 2014 moderierte er die Formel 1 auf Antena 3, da laSexta in Zahlungsverzug geriet. Im November 2010 wurde er gemeinsam mit seinem Team von laSexta mit dem Premios Ondas ausgezeichnet. Am 16. Februar 2012 wurde bekannt gegeben, dass Lobato die Formel-1-Saison 2012 mit seinem Team auf Antena 3 überträgt.
Am 21. Februar 2014 bestätigte er selbst auf seinem Twitter-Account, dass er für eine weitere Saison die Verantwortung für die Formel-1-Übertragungen auf Antena 3 übernehmen werde. Am 29. November 2015 kommentierte er im Fernsehen auf Antena 3 sein bis dahin letztes Formel-1-Rennen und nahm anschließend eine zweijährige Pause vom Fernsehrennsport. 2016 moderierte er die Sendung Desafa tu mente auf Televisión Española. Ab der Formel-1-Saison 2018 kehrt er als Sportjournalist zurück. Ab der Formel-1-Saison 2021 moderierte er für DAZN und #Vamos.
2024 trat er in Werbespots für die Auto1 Group für compramostucoche.es in Erscheinung. Im selben Jahr trat er in drei Ausgaben der spanischen Version von The Masked Singer als Churro auf.